# Tiroloscia squamuligera
Tiroloscia squamuligera är en kräftdjursart som beskrevs av Karl Wilhelm Verhoeff 1928A. Tiroloscia squamuligera ingår i släktet Tiroloscia och familjen Philosciidae.

## Underarter
Arten delas in i följande underarter:
- T. s. briani
- T. s. borgensis
- T. s. squamuligera
- T. s. tendana